# The Fanatic
The Fanatic es una película estadounidense de 2019 dirigida y coescrita por Fred Durst. Estrenada el 30 de agosto, fue protagonizada por John Travolta, en el papel de un hombre peligrosamente obsesionado con su actor favorito, interpretado por Devon Sawa. La película fue un fracaso de taquilla y cosechó una pobre recepción de la crítica especializada.

## Sinopsis
Moose es un hombre con autismo. También es un gran fanático del actor Hunter Dunbar. Cuando Moose finalmente tiene la oportunidad de conocerlo y conseguir un autógrafo, es rechazado cuando la exesposa de Dunbar llega a verlo abruptamente. Moose consigue entonces la dirección del actor y se dirige a su casa, tratando de entregarle una carta. Dunbar, sin embargo, se enfrenta a él y le dice que no se acerque a su vecindario, sin saber los problemas que podría desatar.

## Reparto
- John Travolta es Moose.
- Devon Sawa es Hunter Dunbar.
- Ana Golja es Leah.
- Jacob Grodnik es Todd.
- James Paxton es Slim.

## Recepción
The Fanatic recaudó $ 3,153 de 52 cines en los Estados Unidos en su día de estreno, lo que lo convirtió en un fracaso de taquilla.
En Rotten Tomatoes la película cuenta con una aprobación del 17% basada en 58 reseñas, con un rating promedio de 3.49 sobre 10. En su consenso alaba la actuación de Travolta, pero critica duramente la vacuidad del guion. En Metacritic, el filme tiene una puntuación de 18 sobre 100, indicando una "aversión abrumadora".